# Май, Захар Борисович
Заха́р Бори́сович Май (род. 25 июня 1969, Харьков, УССР) — украинский музыкант, автор-исполнитель песен, экс-лидер группы «Шива». Участник музыкальных фестивалей «Нашествие», «Крылья» и «Окна Открой».

## Биография
Родился в Харькове в семье инженера-строителя (впоследствии фотолаборанта и программиста) и выпускницы отделения матлингвистики (впоследствии фотолаборанта и продюсера мультимедиа). Пел в детском хоре «Скворушка» Харьковского дворца пионеров. Образование получил на математическом факультете Тартуского Университета в Эстонии. В 19 лет с семьёй переехал в США. С 1988 года по 2002 год жил в Балтиморе, Нью-Йорке, Чикаго и Сан-Франциско. Работал программистом, занимался музыкой. В 2002 году переехал в Харьков, где продолжил музыкальную карьеру, но в 2021 году снова вернулся в Америку.

## Музыка
Первую свою песню — «Холодильник Пуст» — написал в 1987 году ещё в Харькове. В том же году с этой песней Захар Май выступил на фестивале авторской песни «Эсхар», проходящий в одноимённом посёлке недалеко от Харькова.
В США помимо работы программистом продолжает заниматься музыкой. Интересуется народной музыкой, перепевает хиты советских и российских исполнителей, пишет свои песни. Записывает три альбома. Под аккомпанемент акустической гитары выступает на квартирниках для русских эмигрантов.
После переезда в Россию, в Санкт-Петербурге создает группу «Шива». В составе группы играют такие музыканты, как Сергей «Чиж» Чиграков («Чиж & Co»), Андрей «Худой» Васильев («DDT», «Разные люди»), Павел Борисов («DDT»), Игорь «Доца» Доценко («DDT»), Андрей Муратов («Зоопарк», «DDT») и Игорь Романов («Земляне», «Алиса»). Таким составом записывается альбом «Чёрные вертолёты» (2003). Группа выступает на музыкальных фестивалях «Нашествие» и «Крылья». На концертах в «Шиве» играют Наиль Кадыров, Алик Потапкин, Алексей Могилевский, Евгений «АйАйАй» Федоров, Вадим «Черный Лукич» Кузьмин, Мария Нефедова и другие.

Лучшие музыканты русского рока заочно входят в группу «Шива»! Никто из них не знает, когда будет востребован, но для каждого наступает этот специальный момент, когда он готов вступить во временный состав… 
…Мы собираем всех лучших музыкантов русского рока, у которых в этот день нет концерта, или у которых собственный концерт уже кончился.— Захар Май — интервью Звуки.Ру
Группа существует в таком виде до 2003 года. Сам Захар Май позже говорит:

Нет никакой группы «Шива», и не было никогда — группой «Шива» называли любой сопровождающий меня состав, то есть тех друзей-музыкантов, у кого было свободное время со мной поиграть. На «Нашествии» играли одни люди, на альбоме — другие, на концертах — третьи… Я предложил дать составу имя, чтобы снять акцент с моего собственного — я в то время боялся, что из меня сделают левую поп-звезду и навсегда испортят этим мой бренд.— Интервью журналу «Тусово»
С тех пор выступает преимущественно сольно. Концерты Захара Мая проходят во многих городах стран бывшего СССР, США, Германии, Израиля.
Периодически издает альбомы, главным образом с живых выступлений.

## Интернет
В 1994 году с друзьями был создан авторский сайт baza.com, на котором размещались новости, рецензии, заметки и, для скачивания, свои произведения. Два раздела сайта — «Как умер твой хомячок?» и «Почему не работает радио?» были культовыми и долгое время оставались предметом живого обсуждения. В 2002 году сайт занял первое место на конкурсе РОТОР++ в номинации «Музыкальный сайт года». В настоящее время доменное имя baza.com выставлено на продажу.
В 2014 году высказался против вступления Украины в Таможенный союз, а также поддерживал Евромайдан в Киеве и осуждал российское вторжение на Украину в Крыму и на востоке Украины. По его словам, зиму 2013/2014 годов он провел в США, поэтому поддерживал Евромайдан из Америки.

## Дискография

### Альбомы
- 1995 —  «…и никого другого»
- 1995 —  «Захар едет в Вашингтон» (Захар Май для Радио-50 (Харьков))
- 2000 —  «Завтрак на траве»
- 2002 —  «Ground Zero»
- 2002 —  «Золотой пизды волос»
- 2003 —  «Чёрные вертолёты»
- 2003 —  «Эхо Москвы, № 2» feat. Чиж
- 2004 —  «Без ансамбля»
- 2004 —  «Бог не фраер» feat. DJ Milovanov
- 2006 —  «Меццо Форте»
- 2006 —  «Шлюз»
- 2006 —  «Снэпшоты Маньяков»
- 2007 —  «Дорогие москвичи»
- 2007 — «Казанова Лаундж»
- 2008 — «Моя Макsим» EP
- 2011 —  «Казань против диабета»

### Концертные альбомы
- 2005 —  «Live in San Francisco»
- 2007 — «Концерт на Светлой» (22.06.2007)
- 2007 — «Концерт в Бар’88 (Beatcom)» (07.12.2007)
- 2009 —  «Концерт в Одессе» (4 июня — клуб «Гамбринус», 5 июня — клуб «Шкаф»)
- 2009 —  «Акустика в Зеленограде» (09.11.2009)

### Компиляции
- 2008 —  «Редкач и анрелиз»

## Интересные факты
Захар Май является автором песни «Russo Matroso», авторство которой часто приписывается исполняющему её Чижу. Песня была написана в 1991 году в Балтиморе и посвящена матросам учебного парусного судна «Крузенштерн», которое тогда заходило в местную гавань.
В 2013 году вышел документальный фильм о Захаре «Улетай в свой Космос».